# Nevermind
A Nevermind a Nirvana második nagylemeze, amely 1991. szeptember 24-én jelent meg. Ez a legsikeresebb albumuk – gyémántlemez (tízszeres platina) lett az USA-ban, világszerte összesen 30 millió példányban kelt el, ezzel minden idők egyik legkelendőbb albuma. 2003-ban a Rolling Stone magazin minden idők 500 legjobb albumának listáján a 17. helyre sorolták, a 2020-as frissített listán pedig a 6. helyen szerepel. Szerepel az 1001 lemez, amit hallanod kell, mielőtt meghalsz című könyvben. A lemez számos toplistán szerepelt, és a kritikusok gyakran minden idők egyik legjobb albumaként emlegetik.

## Az album dalai
|     | Cím                                                   | Szerző(k)                                | Hossz     |
| --- | ----------------------------------------------------- | ---------------------------------------- | --------- |
| 1.  | Smells Like Teen Spirit                               | Kurt Cobain, Dave Grohl, Krist Novoselic | 5:01      |
| 2.  | In Bloom                                              | Cobain                                   | 4:14      |
| 3.  | Come as You Are                                       | Cobain                                   | 3:38      |
| 4.  | Breed                                                 | Cobain                                   | 3:03      |
| 5.  | Lithium                                               | Cobain                                   | 4:16      |
| 6.  | Polly                                                 | Cobain                                   | 2:57      |
| 7.  | Territorial Pissings                                  | Cobain                                   | 2:22      |
| 8.  | Drain You                                             | Cobain                                   | 3:43      |
| 9.  | Lounge Act                                            | Cobain                                   | 2:36      |
| 10. | Stay Away                                             | Cobain                                   | 3:32      |
| 11. | On a Plain                                            | Cobain                                   | 3:16      |
| 12. | Something in the Way Endless, Nameless (rejtett szám) | Cobain Cobain, Grohl, Novoselic          | 3:50 6:45 |

## Közreműködők

### Nirvana
- Kurt Cobain – ének, gitár, akusztikus gitár (Polly, Something in the Way), háttérvokál, fényképek
- Krist Novoselic – basszusgitár, hang (a Territorial Pissings intrója)
- Dave Grohl – dob, háttérvokál

### További zenészek
- Chad Channing – cintányér a Pollyn (jelöletlen)
- Kirk Canning – cselló a Something in the Way-en

### Produkció
- Craig Doubet – hangmérnökasszisztens, keverés
- Spencer Elden – csecsemő a borítón
- Robert Fisher – művészi munka, művészeti vezető, design, borítóterv
- Michael Lavine – fényképek
- Jeff Sheehan – hangmérnökasszisztens
- Butch Vig – producer, hangmérnök
- Andy Wallace – keverés
- Howie Weinberg – mastering
- Kirk Weddle – borítókép
- Bob Ludwig – mastering a 20th Anniversary Edition-ön